# サイクロトール
サイクロトール(cyclotol)とはRDXとトリニトロトルエン(TNT) を混合した混合爆薬である。コンポジション Bの一種で、RDX が 65% から 80% 程度を占める。

## 混合比率(RDX/TNT)
MIL規格ではRDXとTNTの混合比を以下のように規定している。
- 75/25
- 70/30
- 65/30

70/30 のものが標準的だが、軍用には弾頭向けに最適化された 77/23 のものが使われている。

## 使用
サイクロトールは一般的ではないが数種類の核兵器で使われていたことが分かっている。サブレットはサイクロトールが使われていたものとしてB28核爆弾のほか、プライマリとしてパイソンを共用していたW34核弾頭, W28核弾頭, W40核弾頭、W49核弾頭を挙げている。
また、B53核爆弾およびその弾頭版であるW53核弾頭でも使われている。